# Bryan Barberena
Bryan Paul Barberena (Montclair, California, 3 de mayo de 1989) es un artista marcial mixto estadounidense compite en la división de peso wélter de Ultimate Fighting Championship. Competidor profesional desde 2009, también ha competido en King of the Cage.

## Primeros años
Nació en Montclair, California, pero creció en Rancho Cucamonga, donde se trasladó con sus padres a una edad temprana. Más tarde asistió a la Escuela Secundaria Prescott, después de mudarse a Arizona durante su segundo año, donde jugó al fútbol y fue un destacado como linebacker. Su padre es originario de Cali, Colombia, y él ha declarado que se siente tanto estadounidense como colombiano. Lleva las banderas de cada país a sus combates.
Es sobrino del ex portero de la selección Colombiana Rene Higuita.

## Carrera en las artes marciales mixtas

### Inicios
Comenzó su carrera profesional de artes marciales mixtas a finales de 2009 con un récord amateur de 1-0. Durante los siguientes cinco años entrenó principalmente en el MMA Lab de Arizona y acumuló un récord de 9-2 en promociones como Dakota Fighting Championships y King of the Cage; todas sus victorias, excepto una, llegaron antes de la campana final.

### Ultimate Fighting Championship
Debutó en la UFC contra Jake Ellenberger el 13 de diciembre de 2014 en UFC on Fox: dos Santos vs. Miocic. Ganó el combate por TKO en el tercer asalto.
Se enfrentó a Chad Laprise el 25 de abril de 2015 en UFC 186. Perdió el combate por decisión unánime. Este combate le valió el premio a la Pelea de la Noche.
Se enfrentó a Sage Northcutt el 30 de enero de 2016 en UFC on Fox: Johnson vs. Bader. Al ser un combate programado a última hora, el combate se disputó en el peso wélter. Ganó el combate por sumisión en el segundo asalto.
Se enfrentó a Warlley Alves el 14 de mayo de 2016 en UFC 198. Ganó el combate por decisión unánime.
Se enfrentó a Colby Covington el 17 de diciembre de 2016 en UFC on Fox: VanZant vs. Waterson. Perdió el combate por decisión unánime.
Se enfrentó a Joe Proctor el 23 de abril de 2017 en UFC Fight Night: Swanson vs. Lobov. Ganó el combate por TKO en el primer asalto.
Se enfrentó a Leon Edwards el 2 de septiembre de 2017 en UFC Fight Night: Volkov vs. Struve. Perdió el combate por decisión unánime.
Se esperaba que se enfrentara a Jake Ellenberger el 1 de junio de 2018 en UFC Fight Night: Rivera vs. Moraes. Sin embargo, el 23 de marzo de 2018, se retiró por lesión. El emparejamiento fue reprogramado y tuvo lugar el 25 de agosto de 2018 en UFC Fight Night: Gaethje vs. Vick. Ganó el combate por TKO en el primer asalto.
Después de haber dividido su entrenamiento en MMA Lab y Gym-O antes del combate con Ellenberger, decidió trasladar su campamento por completo a Gym-O en Gastonia, Carolina del Norte para estar más cerca de su residencia cerca de Knoxville, Tennessee.
Se enfrentó a Vicente Luque el 17 de febrero de 2019 en UFC on ESPN: Ngannou vs. Velasquez. Perdió el combate por TKO en el tercer asalto. Este combate le valió el premio a la Pelea de la Noche.
Se enfrentó a Randy Brown el 22 de junio de 2019 en UFC Fight Night: Moicano vs. Korean Zombie. Perdió el combate por TKO en el tercer asalto.
Se enfrentó a Anthony Ivy el 12 de septiembre de 2020 en UFC Fight Night: Waterson vs. Hill. Ganó el combate por decisión unánime.
Se esperaba que se enfrentara a Daniel Rodriguez el 14 de noviembre de 2020 en UFC Fight Night: Felder vs. dos Anjos. Sin embargo, fue sometido a una laparotomía de urgencia una semana antes del evento debido a una "hemorragia interna por la rotura de un par de arterias en su omentum" y quedó apartado indefinidamente.
Se enfrentó a Jason Witt el 31 de julio de 2021 en UFC on ESPN: Hall vs. Strickland. Perdió el combate por decisión mayoritaria. Este combate le valió el premio a la Pelea de la Noche.
Estaba programado para enfrentarse a Matt Brown el 4 de diciembre de 2021 en UFC on ESPN: Font vs. Aldo. Sin embargo, Brown se vio obligado a abandonar el combate por dar positivo en Covid-19, y fue sustituido por Darian Weeks.
 Ganó el combate por decisión unánime.
Su combate con Brown fue reprogramado para el 26 de marzo de 2022 en UFC on ESPN: Błachowicz vs. Rakić. Ganó el combate por decisión dividida. Este combate le valió el premio a la Pelea de la Noche.
Se enfrentó a Robbie Lawler el 2 de julio de 2022 en UFC 276. Ganó el combate por TKO en el segundo asalto. Este combate le valió el premio a la Pelea de la Noche.

## Vida personal
Él y su esposa Diana tienen tres hijos.

## Campeonatos y logros
- Ultimate Fighting Championship
  - Pelea de la Noche (cinco veces) vs. Chad Laprise, Vicente Luque, Jason Witt, Matt Brown y Robbie Lawler[46][34][41][44]

- MMAJunkie.com
  - Pelea del Mes de febrero de 2019 vs. Vicente Luque[47]

## Récord en artes marciales mixtas
| Récord profesional | Récord profesional | Récord profesional |
| 30 peleas          | 18 victorias       | 12 derrotas        |
| ------------------ | ------------------ | ------------------ |
| Nocaut             | 11                 | 2                  |
| Sumisión           | 2                  | 4                  |
| Decisión           | 5                  | 6                  |

| Resultado | Récord | Oponente           | Método                                 | Evento                                     | Fecha                    | Ronda | Tiempo | Localización                  | Notas                                  |
| --------- | ------ | ------------------ | -------------------------------------- | ------------------------------------------ | ------------------------ | ----- | ------ | ----------------------------- | -------------------------------------- |
| Derrota   | 18–12  | Gerald Meerschaert | Sumisión técnica (face crank)          | UFC Fight Night: Aspinall vs. Tybura       | 16 de marzo de 2024      | 2     | 4:23   | Las Vegas, Nevada             |                                        |
| Derrota   | 18–11  | Makhmud Muradov    | Decisión (unánime)                     | UFC Fight Night: Aspinall vs. Tybura       | 22 de julio de 2023      | 3     | 5:00   | Londres                       | Debut en peso mediano                  |
| Derrota   | 18–10  | Gunnar Nelson      | Sumisión (armbar)                      | UFC 286                                    | 18 de marzo de 2023      | 1     | 4:51   | Londres                       |                                        |
| Derrota   | 18–9   | Rafael dos Anjos   | Sumisión (mateleón)                    | UFC on ESPN: Thompson vs. Holland          | 3 de diciembre de 2022   | 2     | 3:20   | Orlando, Florida              |                                        |
| Victoria  | 18-8   | Robbie Lawler      | TKO (puñetazos)                        | UFC 276                                    | 2 de julio de 2022       | 2     | 4:47   | Las Vegas, Nevada             | Pelea de la Noche.                     |
| Victoria  | 17-8   | Matt Brown         | Decisión (dividida)                    | UFC Fight Night: Blaydes vs. Daukaus       | 26 de marzo de 2022      | 3     | 5:00   | Columbus, Ohio                | Pelea de la Noche.                     |
| Victoria  | 16-8   | Darian Weeks       | Decisión (unánime)                     | UFC on ESPN: Font vs. Aldo                 | 4 de diciembre de 2021   | 3     | 5:00   | Las Vegas, Nevada             |                                        |
| Derrota   | 15-8   | Jason Witt         | Decisión (mayoritaria)                 | UFC on ESPN: Hall vs. Strickland           | 31 de julio de 2021      | 3     | 5:00   | Las Vegas, Nevada             | Pelea de la Noche.                     |
| Victoria  | 15-7   | Anthony Ivy        | Decisión (unánime)                     | UFC Fight Night: Waterson vs. Hill         | 12 de septiembre de 2020 | 3     | 5:00   | Las Vegas, Nevada             |                                        |
| Derrota   | 14-7   | Randy Brown        | TKO (puñetazos)                        | UFC Fight Night: Moicano vs. Korean Zombie | 22 de junio de 2019      | 3     | 2:54   | Greenville, Carolina del Sur  |                                        |
| Derrota   | 14-6   | Vicente Luque      | TKO (rodillazos y puñetazos)           | UFC on ESPN: Ngannou vs. Velasquez         | 17 de febrero de 2019    | 3     | 4:54   | Phoenix, Arizona              | Pelea de la Noche.                     |
| Victoria  | 14-5   | Jake Ellenberger   | TKO (puñetazos)                        | UFC Fight Night: Gaethje vs. Vick          | 25 de agosto de 2018     | 1     | 2:26   | Lincoln, Nebraska             |                                        |
| Derrota   | 13-5   | Leon Edwards       | Decisión (unánime)                     | UFC Fight Night: Volkov vs. Struve         | 2 de septiembre de 2017  | 3     | 5:00   | Rotterdam                     |                                        |
| Victoria  | 13-4   | Joe Proctor        | TKO (rodillazos y puñetazos)           | UFC Fight Night: Swanson vs. Lobov         | 22 de abril de 2017      | 1     | 3:30   | Nashville, Tennessee          |                                        |
| Derrota   | 12-4   | Colby Covington    | Decisión (unánime)                     | UFC on Fox: VanZant vs. Waterson           | 17 de diciembre de 2016  | 3     | 5:00   | Sacramento, California        |                                        |
| Victoria  | 12-3   | Warlley Alves      | Decisión (unánime)                     | UFC 198                                    | 14 de mayo de 2016       | 3     | 5:00   | Curitiba                      |                                        |
| Victoria  | 11-3   | Sage Northcutt     | Sumisión (estrangulamiento del brazo)  | UFC on Fox: Johnson vs. Bader              | 30 de enero de 2016      | 2     | 3:06   | Newark, Nueva Jersey          | Regreso al peso wélter.                |
| Derrota   | 10-3   | Chad Laprise       | Decisión (unánime)                     | UFC 186                                    | 25 de abril de 2015      | 3     | 5:00   | Montreal, Quebec              | Pelea de la Noche.                     |
| Victoria  | 10-2   | Jake Ellenberger   | TKO (puñetazos)                        | UFC on Fox: dos Santos vs. Miocic          | 13 de diciembre de 2014  | 3     | 3:24   | Phoenix, Arizona              | Debut en el peso ligero.               |
| Victoria  | 9-2    | Eric Moon          | TKO (puñetazos)                        | KOTC: Radar Lock                           | 22 de febrero de 2014    | 1     | 4:07   | Scottsdale, Arizona           |                                        |
| Victoria  | 8-2    | Damien Hill        | Sumisión (estrangulamiento por detrás) | Dakota FC 17: Winter Brawl 2014            | 11 de enero de 2014      | 3     | 2:17   | Grand Forks, Dakota del Norte | Combate de peso acordado (160 libras). |
| Victoria  | 7-2    | Marcos Marquez     | TKO (puñetazos)                        | Dakota FC 16: Fall Brawl 2013              | 23 de agosto de 2013     | 3     | 3:43   | Grand Forks, Dakota del Norte |                                        |
| Victoria  | 6-2    | Dane Sayers        | Decisión (unánime)                     | Dakota FC 13: Coming Home                  | 13 de octubre de 2012    | 5     | 5:00   | Grand Forks, Dakota del Norte |                                        |
| Victoria  | 5-2    | Vernon Harrison    | TKO (puñetazos)                        | Crowbar MMA: Rumble at the Fair            | 25 de junio de 2011      | 2     | 4:00   | Grand Forks, Dakota del Norte |                                        |
| Victoria  | 4-2    | Garrett Olson      | TKO (puñetazos)                        | KOTC: Mainstream                           | 29 de octubre de 2010    | 2     | 4:24   | Morton, Minnesota             |                                        |
| Derrota   | 3-2    | Tyler Klejeski     | Decisión (unánime)                     | Cage Fighting Xtreme                       | 15 de mayo de 2010       | 3     | 5:00   | Red Lake, Minnesota           |                                        |
| Victoria  | 3-1    | David Barnett      | KO (puñetazos)                         | KOTC: Uppercut                             | 13 de marzo de 2010      | 1     | 2:25   | Laughlin, Nevada              |                                        |
| Derrota   | 2-1    | Derek Smith        | Sumisión (barra de brazo)              | KOTC: Offensive Strategy                   | 6 de febrero de 2010     | 3     | 2:55   | Walker, Minnesota             |                                        |
| Victoria  | 2-0    | Dave Alvarez       | TKO (puñetazos)                        | The Cage Inc.: Battle at the Border 3      | 19 de diciembre de 2009  | 1     | 2:41   | Hankinson, Dakota del Norte   |                                        |
| Victoria  | 1-0    | Dirk Thiedeman     | KO (puñetazos)                         | Dakota FC 12                               | 10 de octubre de 2009    | 1     | 2:20   | Fargo, Dakota del Norte       | Debut en el peso pesado.               |